# هیرلیو گومز
هیرلیو گومز(به انگلیسی: Heurelho Gomes) زادهٔ ۱۵ فوریه ۱۹۸۱در برزیل است و تاکنون در تیمهای کوروزیرو ، پی‌اس‌وی آیندهوون، تاتنهام بازی کرده‌است و تاکنون ۱۱ بازی ملی هم برای تیم ملی فوتبال برزیل انجام داده‌است. .